# Niszczyciele typu 1936
Niszczyciele typu 1936 (typu 36), określanego też Diether von Roeder – seria niemieckich dużych niszczycieli z okresu II wojny światowej. 6 okrętów tego typu, wraz z 16 niszczycielami wcześniejszych typów 1934 i 1934A, stanowiło jedyne niemieckie okręty tej klasy na początku wojny. Pięć z nich utracono w 1940 roku pod Narwikiem, jeden służył do końca wojny, a po wojnie w marynarce ZSRR.

## Historia rozwoju
Niszczyciele typu 1936 stanowiły dalsze rozwinięcie typu 1934/1934A – pierwszych niemieckich niszczycieli skonstruowanych po I wojnie światowej i odejściu Niemiec od ograniczeń ilości i wielkości okrętów nałożonych traktatem wersalskim. W braku możliwości szybkiego nadrobienia ilości okrętów, Niemcy zdecydowali wówczas projektować wielkie niszczyciele, przewyższające niszczyciele potencjalnych przeciwników, czego efektem były typy 1934/1934A, 1936 i kolejne. Niszczyciele typu 1936 były jeszcze nieco powiększone w stosunku do poprzedniego typu. Rząd niemiecki przy tym zaniżał podawaną oficjalnie wyporność standardową nowych niszczycieli, określając ją jedynie na 1811 t, co mieściło się w górnej granicy wyporności dla wielkich niszczycieli – liderów flotylli, określonej w traktacie londyńskim z 1930 (1850 ton). W rzeczywistości, z wypornością standardową 2411 t, stanowiły jedne z największych niszczycieli przedwojennych, porównywalnych pod tym względem jedynie z francuskimi wielkimi niszczycielami (klasy contre-torpilleur). 
Na okrętach typu 1936, mimo że projekt opracowano jeszcze przed wejściem do służby i badaniami pierwszych niszczycieli typu 1934/34A, zdołano poprawić szereg ich wad. Przede wszystkim, na skutek poprawienia linii teoretycznych części dziobowej i zastosowania łukowato wydłużonej dziobnicy, polepszyła się ich dzielność morska, kiepska w poprzednim typie. Ponadto zwiększono niezawodność siłowni, opierając się na bardziej dopracowanych kotłach Wagnera i stosując lepsze turbiny. Uzbrojenie pozostało takie samo, a wygląd okrętów zmienił się w niewielkim stopniu.
Dalsze projekty niemieckich niszczycieli okresu II wojny światowej, typów 1936A i 1936B, w prostej linii wywodziły się z typu 1936.

## Okręty
Pierwszym okrętem serii był „Diether von Roeder”, od którego nazywany jest także nieoficjalnie typ niszczycieli. Wszedł on do służby 29 sierpnia 1938. Cztery dalsze okręty weszły do służby jeszcze przed wybuchem wojny, a ostatni, szósty, we wrześniu 1939. Ich nazwy pochodziły od nazwisk niemieckich oficerów marynarki i marynarzy poległych podczas I wojny światowej. Cała seria okrętów została zamówiona 6 stycznia 1936 w stoczni Deschimag w Bremie (nie zajmującej się budową okrętów typu 1934/34A). Ich koszt budowy wynosił po 12,874 mln Reichsmark.
| Numer i nazwa (początkowy nr burtowy) | Położenie stępki | Data wodowania | Wejście do służby | Los                        |
| ------------------------------------- | ---------------- | -------------- | ----------------- | -------------------------- |
| Z17 „Diether von Roeder” (51)         | 09. 09. 1936     | 19. 08. 1937   | 29. 08. 1938      | zatopiony 13 kwietnia 1940 |
| Z18 „Hans Lüdemann” (53)              | 09. 09. 1936     | 01. 12. 1937   | 08. 10. 1938      | zatopiony 13 kwietnia 1940 |
| Z19 „Hermann Künne” (52)              | 05. 10. 1936     | 22. 12. 1937   | 12. 01. 1939      | zatopiony 13 kwietnia 1940 |
| Z20 „Karl Galster” (42)               | 14. 09. 1937     | 15. 06. 1938   | 21. 03. 1939      | 1946 → ZSRR, złom. po 1956 |
| Z21 „Wilhelm Heidkamp” (43)           | 15. 12. 1937     | 20. 08. 1938   | 20. 06. 1939      | zatopiony 11 kwietnia 1940 |
| Z22 „Anton Schmitt” (41)              | 03. 01. 1938     | 20. 09. 1938   | 24. 09. 1939      | zatopiony 10 kwietnia 1940 |

## Ocena i opis konstrukcji
Niszczyciele typu 1936 miały architekturę typową dla niszczycieli, z pokładem dziobowym podniesionym na ok. 40% długości kadłuba. Kadłub okrętów dzielił się na 15 przedziałów wodoszczelnych. Okręty miały trzy kotłownie i dwie maszynownie w układzie liniowym, ale przedzielone innymi przedziałami w celu zwiększenia odporności na uszkodzenia (w układzie, od dziobu: kotłownia, kotłownia, przedział kotła pomocniczego, kotłownia, maszynownia, przedział mechanizmów pomocniczych, maszynownia). Spaliny z kotłowni były odprowadzane przez dwa kominy. Na okrętach zastosowano nie do końca dopracowane kotły parowe Wagnera pracujące pod wysokim ciśnieniem roboczym pary (70 atm), które na okrętach typu 1934 powodowały częste awarie, lecz na okrętach typu 1936 polepszono ich sprawność. W porównaniu z typem 1934, ulepszono siłownię, zwłaszcza turbiny oraz zwiększono zapas paliwa, lecz w dalszym ciągu ich wadą był stosunkowo niewielki zasięg (będący pośrednią przyczyną utraty 5 niszczycieli typu 34/34A i 5 typu 36 pod Narwikiem). Oprócz dobrej dzielności morskiej, okręty te rozwijały jednak wysoką prędkość 38 węzłów (główny okręt „Diether von Roeder” na próbach osiągnął 40,45 w.). Trzy ostatnie niszczyciele Z20-Z22 otrzymały jeszcze wydłużoną o 2 metry „atlantycką” stewę dziobową. 
Uzbrojenie niszczycieli typu 1936, podobnie jak typu 1934, było dość silne – 5 pojedynczych dział kalibru 128 mm (nominalnie 12,7 cm). Ich wadą jednakże okazał się stosunkowo mały zapas amunicji – 120 pocisków na działo (plus po 20 pocisków oświetlających). Działa były chronione pancernymi maskami przeciwodłamkowymi grubości 8 mm, masa kompletnego działa wynosiła 10,2 t. Jak na początek wojny, dysponowały one także dość silnym uzbrojeniem przeciwlotniczym, aczkolwiek półautomatyczne armaty plot 37 mm SK C/30 miały umiarkowaną skuteczność (w toku wojny uzbrojenie to stało się niewystarczające i pod koniec wojny było ono zwiększane na jedynym ocalałym niszczycielu tego typu). Silne było również uzbrojenie torpedowe; oprócz ośmiu wyrzutni dodatkowo okręty zabierały maksymalnie do ośmiu torped zapasowych (zwykle 4), co nie było powszechnie spotykane na niszczycielach europejskich. 

## Służba okrętów w skrócie
Więcej w artykułach o poszczególnych okrętach
Okręty typu 1936 po wybuchu II wojny światowej działały na Morzu Północnym, m.in. stawiając defensywne zagrody minowe na wodach niemieckich (operacja Westwall). „Wilhelm Heidkamp” był okrętem flagowym niemieckiego Dowódcy Niszczycieli (FdT / FdZ). Od października 1939 do lutego 1940 wszystkie uczestniczyły w stawianiu ofensywnych zagród minowych u wybrzeży Wielkiej Brytanii, na których następnie zatonęły liczne statki i kilka okrętów brytyjskich. 
Z wyjątkiem „Karla Galstera”, pozostałe pięć niszczycieli wzięło udział w ataku na Norwegię (operacji Weserübung), transportując na pokładach żołnierzy niemieckich i wchodząc w skład grupy zajmującej Narwik. Wszystkie one zostały następnie zniszczone: „Wilhelm Heidkamp” i „Anton Schmitt” zatopione torpedami brytyjskich niszczycieli podczas I bitwy morskiej pod Narwikiem 10 kwietnia 1940, a „Diether von Roeder”, „Hans Lüdemann” i „Hermann Künne” zatopione przez brytyjskie niszczyciele lub własne załogi podczas II bitwy morskiej pod Narwikiem 13 kwietnia 1940 (wraz z 5 niszczycielami typu 1934).
Ostatni pozostały niszczyciel „Karl Galster” służył następnie wraz z okrętami typu 1934 operując pod koniec 1940 z baz zachodniej Francji, następnie od czerwca do listopada 1941 działał przeciw ZSRR i konwojom alianckim w Arktyce, z baz w Norwegii. Ponownie działał z baz norweskich od czerwca do lipca 1942 oraz od marca do listopada 1943, a w międzyczasie był remontowany. Nie miał w tym okresie starć z większymi okrętami nawodnymi aliantów. Od maja 1944 do końca wojny działał w rejonie cieśnin duńskich, m.in. eskortując konwoje oraz, pod koniec wojny, ewakuując uchodźców z Helu. Pod koniec wojny miał uzbrojenie przeciwlotnicze: 6 armat automatycznych 37 mm (3xII) i 15 x 20 mm (1xIV, 4xII, 3xI). Kapitulacja Niemiec zastała go w Kopenhadze. 
Po wojnie w 1946 przekazany ZSRR i wcielony do służby pod nazwą „Procznyj”, w składzie Floty Południowo-Bałtyckiej. 30 listopada 1954 został przekształcony na hulk koszarowy PKZ-99, a 25 czerwca 1956 wycofany ze służby i następnie złomowany.

## Dane techniczne
- wyporność:
  - standardowa: 2411 t
  - pełna: 3415 t
- wymiary:
  - długość: 123 m (Z20 – Z22: 125 m)
  - długość na linii wodnej: 120 m
  - szerokość: 11,8 m
  - zanurzenie: 4,3 m
- napęd: 2 turbiny parowe o mocy łącznej 70 000 KM (6 kotłów parowych), 2 śruby
- prędkość maksymalna: 38 w
- zasięg: 2020 mil morskich przy prędkości 19 w
- zapas paliwa: 787 t mazutu
- załoga: 323

Uzbrojenie i wyposażenie: 

(stan początkowy, w przypadku „Karl Galster” później zmieniane)
- 5 dział kalibru 128 mm (nominalnie 12,7 cm) SK C/34 w pojedynczych stanowiskach, osłoniętych maskami (VxI)
  - długość lufy L/45 kalibrów, donośność maksymalna 17.400 m, kąt podniesienia +30°, masa pocisku 28 kg
- 4 działka przeciwlotnicze 37 mm SK C/30 na podstawach LC/30, półautomatyczne, podwójnie sprzężone (2xII)
- 6 działek przeciwlotniczych 20 mm (6xI)
- 8 wyrzutni torpedowych  533 mm (2xIV), 12-16 torped
- 18 bomb głębinowych (zrzutnia bg)
- możliwość zabrania 60 min morskich

- szumonamiernik GHG
- system kierowania ogniem artylerii głównej: dwa 4-metrowe dalmierze stereoskopowe (na nadbudówce dziobowej i śródokręciu), centrala artyleryjska C34/Z wewnątrz kadłuba